# Beit Alfa

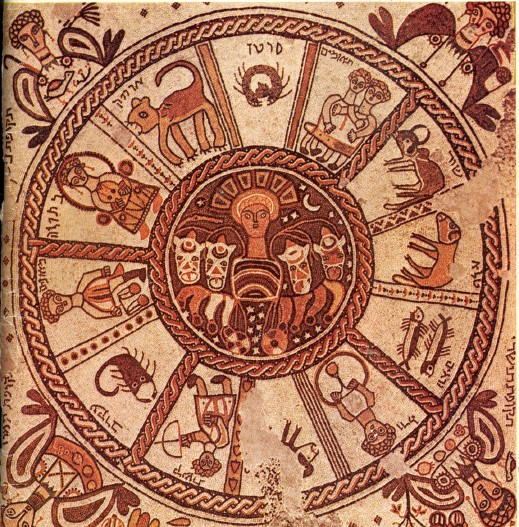
Arte judío. Pavimento mosaico bizantino de la Sinagoga de Beit Alfa, siglo VI. La composición incorpora los doce motivos zodíacos por ser coincidentes con los doce meses del calendario hebreo. La presencia del motivo central del sol tiene aquí una justificación de orden astronómico (y no religioso). Las cuatro figuras de las esquinas representan los cuatro hitos del año, solsticios y equinoccios, nombrados en hebreo según el mes en que cada uno de ellos ocurre: Tishrei, [Tevet], Ni[san] y Tamuz. Kibutz Beit Alfa, Israel.

Bet Alfa (hebreo: בית אלפא) es un kibutz fundado en el año 1922 en el Distrito Norte de Israel. Fue el primero en utilizar tecnología robótica para el ordeño. Hay en el kibutz una sinagoga de la era bizantina con mosaicos en el piso representando el sacrificio de Isaac y los signos del zodiaco. Los mosaicos fueron realizados por el artista judío Marianos y su hijo Janína.

## Mosaico de Beit Alfa
Desarrollado sobre el pavimento de una antigua sinagoga, el mosaico de Beit Alfa se compone de tres partes que, al ingresar en dicho templo, son apreciadas en el siguiente orden:
- El sacrificio de Isaac
- El calendario hebreo
- El Templo de Jerusalén

Según Richard McBee, la lectura de cada uno de los diferentes registros del mosaico se realiza a medida que se ingresa a la sinagoga y ello tiene una razón de ser que es fundamentalmente simbólica. Dentro del judaísmo, tanto el sacrificio de Isaac como el Templo de Jerusalén son importantes debido a su significado simbólico y ambas son a su vez indicadoras de momentos decisivos en la historia del pueblo judío y la fe hebraica: el sacrificio de Isaac es simbólico de la lealtad incondicional de Abraham para con el Creador y la representación del Templo de Jerusalén (desde el siglo VI indudablemente a ser reconstruido) es simbólica del advenimiento del Mesías y la redención de Israel y la humanidad como conjunto.
La primera escena es consonante con los orígenes de la fe hebraica; la segunda alude a su porvenir. Entre ambas escenas se encuentra El calendario hebreo que simboliza el tiempo presente. En esta última composición, la figura solar que conduce una cuadriga no representa a Dios, sino que se trata de una figura alegórica que representa su poder absoluto sobre el orden cósmico.

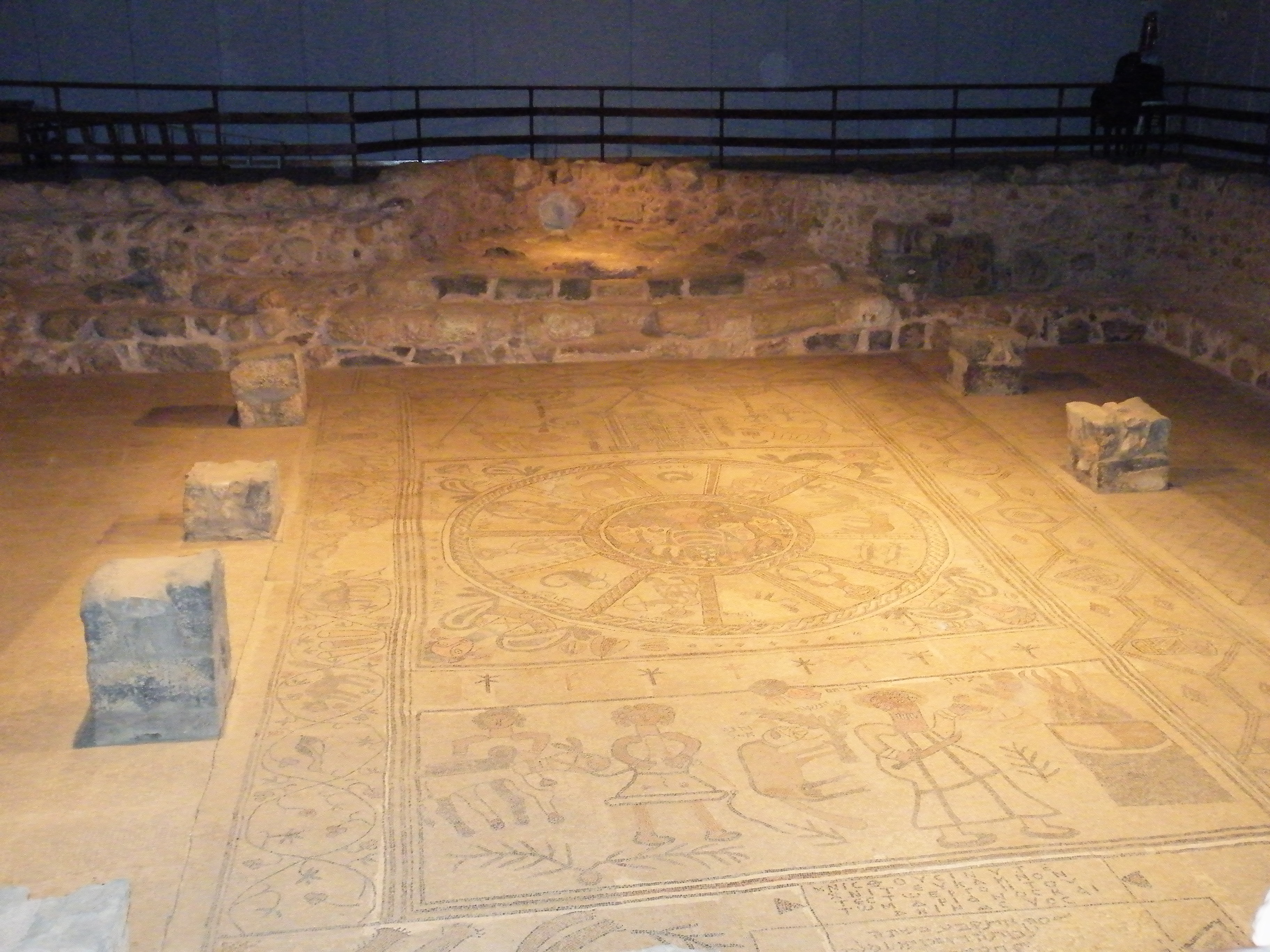
Sinagoga de Beit Alfa, siglo VI EC.
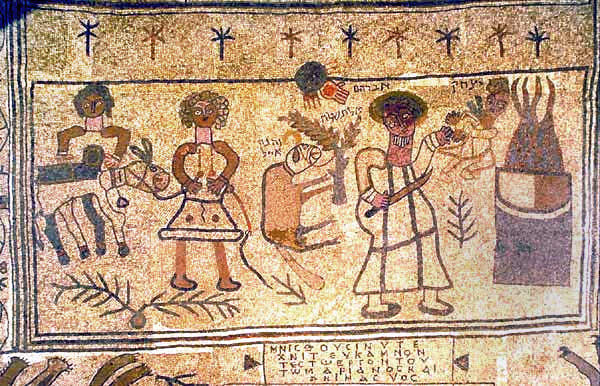
Arte judío. Escena bíblica con Abraham e Isaac. Nótese la Mano de Dios.
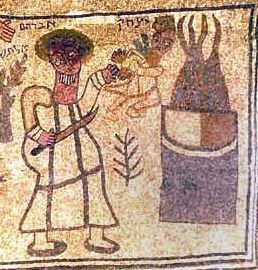
El sacrificio de Isaac
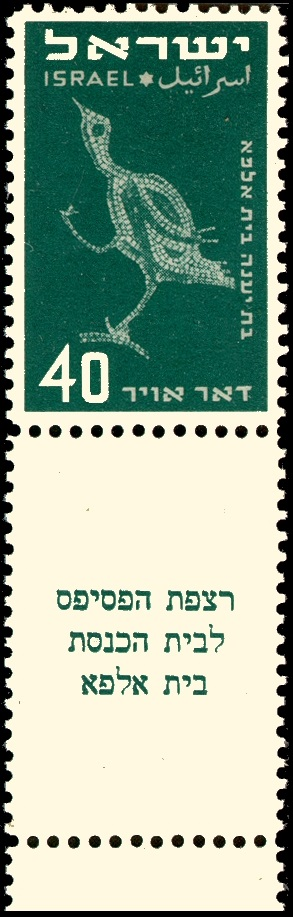
Motivo de ave, posiblemente garza.